# 昭和町站 (香川縣)
昭和町站（日语：／ Shōwachō eki */?）是一位於日本香川縣高松市昭和町二丁目，隸屬於四國旅客鐵道（JR四國）的鐵路車站。車站編號為T27，本站是日本國有鐵道民營化前最後一批啟用的車站。只停靠普通列車。

## 車站結構
本站為簡易車站，因此並不設有站舍，也不像其他偏遠的簡易車站，設有附儲物室及洗手間的綜合式候車亭，只是在月台上設置座位的簡易有蓋候車亭，並在車站入口處設置自動售票機。本站雖然是無人站，但在朝早繁忙時間，會有由高松站調派過來的職員協助車站秩序事宜。
設有側式月台1座，月台和車站出入口以斜道連接，位處月台末端和高松站方向，有效長度為6輛。列車不能在此交換。停靠時，往高松方向為右側上落；往栗林及德島方向則左側上落。

### 月台配置
| 路線    | 方向 | 目的地               |
| ------- | ---- | -------------------- |
| ■高德線 | 下行 | 德島、阿南、牟岐方向 |
| ■高德線 | 上行 | 高松方向             |

## 歷史
- 1987年3月23日：開業。
- 1987年4月1日：日本國鐵分割民營化，車站的營運由JR四國繼承。

## 歷年乘車人數
- 504人（2008年度）
- 485人（2009年度）

## 相鄰車站
四國旅客鐵道（JR四國）
■高德線
高松（T28）－昭和町（T27）－栗林公園北口（T26）